# 偶滴神啊
《偶滴神啊》（英語：OMG – Oh My God!）是一部2012年印度印地語喜剧片，改編自2001年澳大利亚影片《唯有告苍天》及印度舞台劇《祁山與肯漢亞》（Kishan vs Kanhaiya），烏梅什·舒克拉（Umesh Shukla）执导，帕萊什·拉瓦爾主演。影片描述的是一位贩卖神像的无神论商人，在店铺遭到地震破坏，保险公司拒不赔偿的情况下，将神告上法庭，在神灵的帮助下最终赢得官司，并使其改变了对神的看法。

## 劇情
坎吉·拉吉·梅塔（帕萊什·拉瓦爾飾）是一位中產階級的無神論者，在孟買擁有一家販賣印度教神像和古董的小商店。他取笑了所有周圍的宗教活動，有一天，一場弱度的地震襲擊了這座城市，坎吉的商店是唯一一家被摧毀的商店。他的家人和朋友將此歸咎於他的無神論。
坎吉在保險公司獲悉，災難索賠不涵蓋歸類於“天災”的自然災害造成的任何損失。他沒有其他選擇，決定起訴上天，但未能為此類訴訟找到律師。哈尼夫·庫雷希（歐姆·普利飾）是一位貧窮的穆斯林律師，在坎吉決定自己奮鬥辯護之後，幫助他提起了訴訟。法律已通知並發送給保險公司以及宗教祭祀錫德希瓦·瑪哈吉，戈皮·馬雅雅及其組織的創始人利蘭達·瑪哈吉（米特胡恩·查克拉博蒂飾），並以上天的代表身份將其告上法庭。
隨著法庭案件的開始和其怪異品質的牽引力，坎吉發現自己面臨武裝原教旨主義者和騷擾，他的抵押貸款銀行佔據了房子，他的妻子和孩子離開了他。奎師那·瓦蘇戴吾·雅達夫（阿克夏·庫馬飾）從這一切中解救出來，他自稱是來自北方邦戈庫爾的房地產經紀人，但似乎在做一個人類不可能做到的奇妙伎倆。
該訴訟引起了公眾的強烈抗議。在奎師那的建議下，坎吉參與媒體訪問並獲得了廣泛報導。許多處於類似情況的人也加入了他的訴訟，導致對飆升的天主教神父和印度教祭祀以及穆斯林穆拉的索賠也被召喚為被告。當法院要求書面證明地震是“上天的作為”時，奎師那將坎吉引向《博伽梵歌》，《古蘭經》和《聖經》等聖書。坎吉閱讀它們並在每條經文中找到一段話，說世界以及其中發生的一切，從始至終都是神的創造，並且僅來自神的旨意。這增強了他的案情並增加了公眾支持。但是，坎吉在法庭上中風，被送往醫院昏迷並癱瘓。一個月後睜開眼睛，他發現奎師那，揭示了祂是上天，並通過完全治愈坎吉來證明這一點。他進一步透露說，祂創造了整個世界，動物和人類，但宗教是人類創造的。祂是摧毀坎吉商店的人，因為祂試圖懲罰那些向公眾展示他恐懼的眾神，以掙錢的方式。祂補充說，祂創造了整個世界，因此不喜歡與神人所聲稱的相反地生活在廟宇中，並且他對奉獻者的奉獻物不感興趣。相反，祂創造了數百萬死於飢餓的人類，如果將這些奉獻物提供給他們，他們將感到高興。祂發現像坎吉這樣的無神論者如果銷毀自己的商店，最終將把他們暴露在外，從而經過造成災難而將其銷毀，並通過以人類身份出現並與他成為朋友來幫助他提起訴訟，
坎吉得知訴訟的判決對他有利，法院命令宗教組織向所有原告支付賠償；人們已經開始尊敬坎吉作為“新神”。利蘭達，戈皮和錫德希瓦利用了這一優勢，開設了一座專門用於坎吉的寺廟，並積累了數百萬盧比的捐款。奎師那向坎吉解釋說，祂作為上天的工作是向人們展示是非黑白。坎吉決定反擊。他摧毀了自己的雕像，告誡群眾信任上天。他建議他們在自己和他人中而不是雕像中尋找上天。上天無處不在，而不僅僅是在寺廟裡，信仰應該來自於內心。他告訴他們不要相信欺詐性的神人，因為他們的工作是將宗教變成經營商。
奎師那自豪地看著坎吉說話，然後在坎吉試圖接竟祂時卻突然消失了。坎吉與家人團聚，並看到奎師那的鑰匙圈在地面上。當他要撿起來踹進兜它時，他會聽到奎師那的聲音，告訴他丟掉鑰匙圈，因為他一直以來都在與對上天的恐懼和對宗教祭品的依賴相抵觸。坎杰微笑著將其扔掉，看著它在天空中一閃而過。

## 演員
- 帕萊什·拉瓦爾（英语：Paresh Rawal）......飾演坎吉·拉吉·梅塔（Kanji Lalji Mehta）
- 阿克夏·庫馬......飾演奎師那·瓦蘇戴吾·雅達夫（Krishna Vasudev Yadav）
- 米特胡恩·查克拉博蒂......飾演利蘭達·瑪哈吉（Leeladhar Swamy）
- 高文・南德奧（英语：Govind Namdeo）......飾演錫德希瓦·瑪哈吉（Siddheshwar Maharaj）
- 波南·扎瓦爾（英语：Poonam Jhawer）......飾演戈皮·馬雅雅（Gopi Maiyya）
- 歐姆·普利......飾演坎吉的律師哈尼夫·庫雷希（Hanif Qureshi）
- 馬赫什·馬卡（英语：Mahesh Manjrekar）......飾演代表宗教祭祀的律師薩德塞（Sardesai）
- 普嘉·古普塔（英语：Puja Gupta）......飾演哈尼夫的女兒
- 露賓娜·薩利姆（英语：Lubna Salim）......飾演坎吉的妻子蘇希菈（Susheela）
- 尼迪·蘇拜亞（英语：Nidhi Subbaiah）......飾演電視台新聞主播
- 穆拉利·夏馬（英语：Murli Sharma）......飾演議員拉克斯曼·米希拉（Laxman Mishra）
- 蒂絲卡·恰普拉（英语：Tisca Chopra）......飾演電視主持人
- 伊希塔·維亞斯（英语：Ishita Vyas）......飾演律師薩德塞的女助理
- 尼克希爾·拉特納帕爾基（英语：Nikhil Ratnaparkhi）......飾演坎吉的朋友瑪哈戴（Mahadev）
- 阿倫・巴利（英语：Arun Bali）......飾演祭祀阿薩·薩杜（Accha Sadhu）
- 阿波瓦·阿羅拉（英语：Apoorva Arora）......飾演坎吉的女兒吉娜（Jigna）
- 阿扎恩·魯斯塔姆·沙（英语：Azaan Rustam Shah）......飾演坎吉的兒子辛圖（Chintu）
- 帕布·德瓦（英语：Prabhu Deva）......飾演祭典上的男舞者
- 索納絲·辛哈......飾演祭典上的女舞者

## 製作
製片人阿克夏·庫馬在2012年宣布了這部電影。在原始劇作《祁山與肯漢亞》中出現的帕萊什·拉瓦爾被邀請扮演主角，而阿克夏·庫馬電影中扮演了黑天神。米特胡恩·查克拉博蒂在電影中扮演配角。據報導，拍攝於2012年1月開始。導演奧米史·舒克拉與索納絲·辛哈一起共同演出。

## 評價
這部電影廣受好評。
Bollywood Hungama的塔蘭·阿達什給這部電影3.5顆星（滿分5顆星）的評價，並說：“總體而言，《偶滴神啊》是一部非常成功的戲劇的發人深省的改編。一部處理敏感和未觸及的主題的電影，它會發現自己的支持者和對手的份額，但電影傳達的社會資訊是響亮和明確的，這就是《偶滴神啊》為值得觀看的主要原因之一。”雷迪夫網的蘇卡尼亞·韋爾馬（Sukanya Verma）將其評為“滿分5分”中的4分，其中“諷刺，寓言和幻想的勇敢而令人著迷，使我們關注宗教的濫用和商業化。”獨立寶萊塢（Independent Bollywood）的費薩爾·賽義夫將其評為5分中的4分，並說：“強烈推薦。無畏理念與一些無厘頭的表演。”

## 票房
這部電影的首部上映時顯然較低，但在第二天和第三天都表現出良好的增長，並在首映週末淨賺了3000萬盧比（42萬美元）。儘管起步緩慢，但影片在首週的總收入還是達到了3.574億盧比（約合500萬美元）。這部電影在第二週獲得了2.2億盧比（310萬美元）的收入，在第三週繼續成功上映，三週總票房約為7.25億盧比（1000萬美元）。這部電影在第四周又賺了6240萬盧比（87萬美元），在四個星期內總共賺了7.824億盧比（1100萬美元）。在海外市場，《偶滴神啊》在10天後的總收入達250萬美元。在17天結束時，《偶滴神啊》海外票房為1.045億盧比（合150萬美元）。

## 獎項
這部電影在第二屆IRDS印地語電影獎中獲得了社會科學研究與文獻研究所（英文：Institute for Research and Documentation in Social Sciences，IRDS）的最佳印地語電影獎 （Best Hindi film Awards）。這部電影獲得了第60屆印度國家電影獎奧斯卡最佳改編劇本獎。